# Thomas Brassey
Thomas Brassey (1805-1870) est un Ingénieur civil anglais et un entrepreneur qui participa à la construction de chemins de fer en Grande-Bretagne, sur le continent européen et dans d'autreS pays du monde.

## Biographie
Thomas Brassey est éduqué à la maison jusqu'à l'âge de 12 ans, puis il est envoyé à la King's School de Chester. À l'âge de 16 ans, il devient l'apprenti d'un géomètre et agent foncier, William Lawton. Lawton est l'agent de Francis Richard Price d'Overton, dans le Flintshire. Pendant son apprentissage, Brassey participe à l'arpentage de la nouvelle route entre Shrewsbury et Holyhead (l'actuelle A5), en assistant l'arpenteur de la route. C'est à cette occasion qu'il rencontre l'ingénieur de la route, Thomas Telford. À la fin de son apprentissage, à l'âge de 21 ans, Brassey est associé à Lawton, qui forme le cabinet "Lawton and Brassey". Brassey s'installe à Birkenhead où leur entreprise est créée. À l'époque, Birkenhead était une toute petite ville ; en 1818, elle ne comptait que quatre maisons. L'entreprise a prospéré et s'est développée, s'étendant à d'autres domaines que l'arpentage. Une briqueterie et des fours à chaux ont été construits sur le site de Birkenhead. L'entreprise possédait ou gérait des carrières de sable et de pierre à Wirral. L'entreprise a notamment fourni les briques nécessaires à la construction du poste de douane du port qui se développait dans la ville. La plupart des briques nécessaires à la ville de Liverpool en pleine expansion étaient fournies par la briqueterie et Brassey a conçu de nouvelles méthodes de transport de ses matériaux, notamment un système similaire à la méthode moderne de palettisation et l'utilisation d'un train à gravité pour acheminer les matériaux de la carrière au port. À la mort de Lawton, Brassey devient l'unique directeur de la société et l'unique agent et représentant de Francis Price. C'est au cours de ces années qu'il acquiert l'expérience de base pour sa future carrière.

## Entrepreneur aux chemins de fer

### Au Royaume-Uni
Les premières expériences de Brassey dans le domaine du génie civil furent la construction de 4 miles (6 km) de la New Chester Road à Bromborough[9] et la construction d'un pont à Saughall Massie, sur le Wirral. À cette époque, il rencontra George Stephenson, qui avait besoin de pierres pour construire le viaduc de Sankey sur le chemin de fer de Liverpool et de Manchester. Stephenson et Brassey visitent une carrière à Storeton, un village près de Birkenhead, après quoi Stephenson conseille à Brassey de se lancer dans la construction de chemins de fer. La première aventure de Brassey dans le secteur ferroviaire consiste à soumettre une offre pour la construction du viaduc de Dutton sur le Grand Junction Railway, mais il perd le contrat au profit de William Mackenzie, qui avait soumis une offre moins élevée. En 1835, Brassey soumet une offre pour la construction du viaduc de Penkridge, plus au sud sur le même chemin de fer, entre Stafford et Wolverhampton, ainsi que 10 miles (16 km) de voie ferrée. L'offre a été acceptée, les travaux ont été menés à bien et le viaduc a été inauguré en 1837. Au départ, l'ingénieur de la ligne était George Stephenson, mais il fut remplacé par Joseph Locke, élève et assistant de Stephenson. Pendant ce temps, Brassey déménagea à Stafford. Le viaduc de Penkridge existe toujours et transporte des trains sur la West Coast Main Line.
Une fois le Grand Junction Railway achevé, Locke passa à la conception d'une partie du London and Southampton Railway et encouragea Brassey à soumettre une offre, qui fut acceptée. Brassey entreprend des travaux sur le tronçon du chemin de fer entre Basingstoke et Winchester, ainsi que sur d'autres parties de la ligne. L'année suivante, Brassey obtient des contrats pour la construction du Chester and Crewe Railway avec Robert Stephenson comme ingénieur et, avec Locke comme ingénieur, du Glasgow, Paisley and Greenock Railway et du Sheffield and Manchester Railway.

### En France

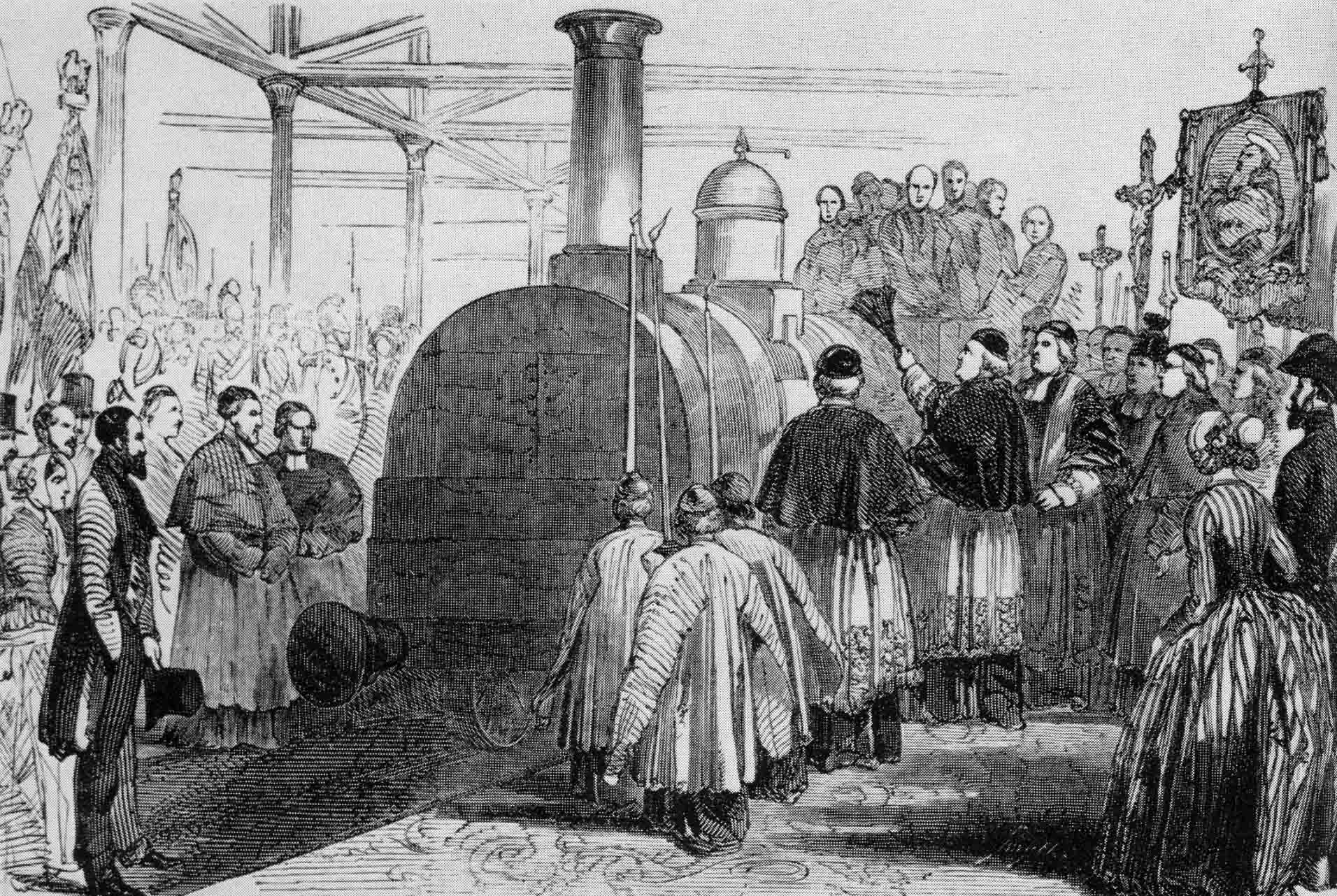
Bénédiction du train Rouen-Le Havre en 1847.

Thomas Brassey commence son travail sur les chemins de fer français, en 1841, par un contrat avec la Compagnie du chemin de fer de Paris à Rouen où il s'associe avec William Mackenzie pour emporter le marché de la construction de la ligne, proposé aux entrepreneurs anglais par Joseph Locke ingénieur en chef de la Compagnie. Avec les mêmes hommes, il obtient également le marché du prolongement avec la Compagnie du chemin de fer de Rouen au Havre, le matériel roulant étant construit en France par un autre Anglais William Buddicom. C'est sur la ligne de Rouen au Havre qu'il fut confronté à l'un de ses plus importants problèmes avec l'effondrement du viaduc de Barentin peu avant la fin du chantier en 1846. La cause exacte n'a jamais été parfaitement établie et il le reconstruisit en quelques mois à ses frais ce qui permit la mise en service de la ligne de Paris-Saint-Lazare au Havre en 1847.
Associé à Mackenzie, il réalise également les travaux à la charge de la compagnie sur le chemin de fer d'Orléans à Bordeaux.